# Міжурядова науково-політична платформа з біорізноманіття та екосистемних послуг
Міжурядова науково-політична платформа з біорізноманіття та екосистемних послуг (IPBES) це міжурядова організація, створена ООН з метою поліпшення взаємодії між наукою та політикою у питаннях біорізноманіття та екосистемних послуг.

## Заснування та діяльність
У 2010 році резолюція 65-ї сесії Генеральної Асамблеї ООН закликала Програму ООН з навколишнього середовища скликати пленарне засідання для створення IPBES. У 2013 році була прийнята початкова концептуальна основа для перспективного пленарного засідання IPBES.
З 29 квітня по 4 травня 2019 року представники 132 членів IPBES зустрілися в Парижі, Франція, щоб отримати повний звіт IPBES та прийняли його звіт для розробників політики.
6 травня 2019 року було опубліковано звіт на 40 сторінок. До написання 4-го розділу звіту були залучені також науковці з України.
29 жовтня 2020 року організація опублікувала через Zenodo попередній звіт про свій семінар, проведений віртуально 27-31 липня 2020 року, в якому пропонується план міжнародної співпраці для зниження ризиків пандемій. Метою організації є зниження частоти та тяжкості пандемій шляхом впровадження глобальної політики. Стаття про звіт була опублікована виданням Medical News Today 7 листопада 2020 року, в якій роз'яснюється інформація, що міститься у звіті.
IPBES запропонував новий термін для позначення екосистемних послуг, назвавши їх «Внесок природи в життя людей» (ВПЛ). Ця зміна викликала негайні заперечення з боку деяких вчених, які побоювалися, що новий термін буде заплутаним і що ВПЛ несуттєво відрізняються від екосистемних послуг.